# Gubbio Calcio 1987-1988
Questa voce raccoglie le informazioni riguardanti il Gubbio Calcio nelle competizioni ufficiali della stagione 1987-1988.

## Rosa
| N. |                   | Ruolo | Calciatore          |
| -- | ----------------- | ----- | ------------------- |
|    | Italia (bandiera) | D     | Mario Baldinelli    |
|    | Italia (bandiera) |       | Bettelli            |
|    | Italia (bandiera) | D     | Attilio Bonifazi    |
|    | Italia (bandiera) | P     | Massimo Cacciatori  |
|    | Italia (bandiera) | A     | Sabatino Cipolletti |
|    | Italia (bandiera) | A     | Fabrizio Ciucarelli |
|    | Italia (bandiera) | C     | Massimo Cocciari    |
|    | Italia (bandiera) | C     | Candido Di Felice   |
|    | Italia (bandiera) | C     | Bartolomeo Di Renzo |
|    | Italia (bandiera) | D     | Giuseppe Giovannico |

| N. |                   | Ruolo | Calciatore             |
| -- | ----------------- | ----- | ---------------------- |
|    | Italia (bandiera) | C     | Giovanni Battista Luiu |
|    | Italia (bandiera) | C     | Lamberto Magrini       |
|    | Italia (bandiera) | A     | Moreno Morbiducci      |
|    | Italia (bandiera) | A     | Antonio Pepe           |
|    | Italia (bandiera) | D     | Vittorio Pompa         |
|    | Italia (bandiera) | D     | Sauro Pugnitopo        |
|    | Italia (bandiera) | D     | Raul Ragnacci          |
|    | Italia (bandiera) | P     | Gianluca Riommi        |
|    | Italia (bandiera) | D     | Luca Armando Sbrega    |
|    | Italia (bandiera) | A     | Rosario Zoppis         |

## Risultati

### Serie C2

#### Girone di andata
| 20 settembre 1987 1ª giornata | Lanciano | 3 – 0 | Gubbio |  |

| 27 settembre 1987 2ª giornata | Gubbio | 1 – 0 | Riccione |  |

| 4 ottobre 1987 3ª giornata | Civitanovese | 1 – 1 | Gubbio |  |

| 11 ottobre 1987 4ª giornata | Gubbio | 1 – 1 | Perugia |  |

| 18 ottobre 1987 5ª giornata | Fidelis Andria | 2 – 2 | Gubbio |  |

| 25 ottobre 1987 6ª giornata | Gubbio | 3 – 0 | Martina |  |

| 1º novembre 1987 7ª giornata | Gubbio | 1 – 1 | Celano |  |

| 8 novembre 1987 8ª giornata | Jesi | 0 – 1 | Gubbio |  |

| 15 novembre 1987 9ª giornata | Gubbio | 0 – 0 | Casarano |  |

| 22 novembre 1987 10ª giornata | Ravenna | 0 – 2 | Gubbio |  |

| 29 novembre 1987 11ª giornata | Gubbio | 1 – 0 | Ternana |  |

| 6 dicembre 1987 12ª giornata | Pro Italia Galatina | 1 – 0 | Gubbio |  |

| 13 dicembre 1987 13ª giornata | Gubbio | 0 – 0 | Chieti |  |

| 20 dicembre 1987 14ª giornata | Forlì | 2 – 0 | Gubbio |  |

| 3 gennaio 1988 15ª giornata | Gubbio | 1 – 2 | Giulianova |  |

| 10 gennaio 1988 16ª giornata | Luco | 1 – 0 | Gubbio |  |

| 17 gennaio 1987 17ª giornata | Gubbio | 2 – 0 | Bisceglie |  |

#### Girone di ritorno
| 24 gennaio 1988 18ª giornata | Gubbio | 2 – 1 | Lanciano |  |

| 31 gennaio 1988 19ª giornata | Riccione | 1 – 1 | Gubbio |  |

| 7 febbraio 1988 20ª giornata | Gubbio | 2 – 0 | Civitanovese |  |

| 21 febbraio 1988 21ª giornata | Perugia | 2 – 1 | Gubbio |  |

| 28 febbraio 1988 22ª giornata | Gubbio | 1 – 0 | Fidelis Andria |  |

| 6 marzo 1988 23ª giornata | Martina | 0 – 1 | Gubbio |  |

| 13 marzo 1988 24ª giornata | Celano | 1 – 1 | Gubbio |  |

| 20 marzo 1988 25ª giornata | Gubbio | 3 – 2 | Jesi |  |

| 2 aprile 1988 26ª giornata | Casarano | 1 – 0 | Gubbio |  |

| 16 aprile 1988 27ª giornata | Gubbio | 0 – 0 | Ravenna |  |

| 17 aprile 1988 28ª giornata | Ternana | 1 – 4 | Gubbio |  |

| 24 aprile 1988 29ª giornata | Gubbio | 5 – 2 | Pro Italia Galatina |  |

| 8 maggio 1988 30ª giornata | Chieti | 1 – 1 | Gubbio |  |

| 15 maggio 1988 31ª giornata | Gubbio | 0 – 1 | Forlì |  |

| 22 maggio 1988 32ª giornata | Giulianova | 1 – 0 | Gubbio |  |

| 29 maggio 1988 33ª giornata | Gubbio | 5 – 2 | Luco |  |

| 5 giugno 1988 34ª giornata | Bisceglie | 0 – 2 | Gubbio |  |